# 山田平左衛門

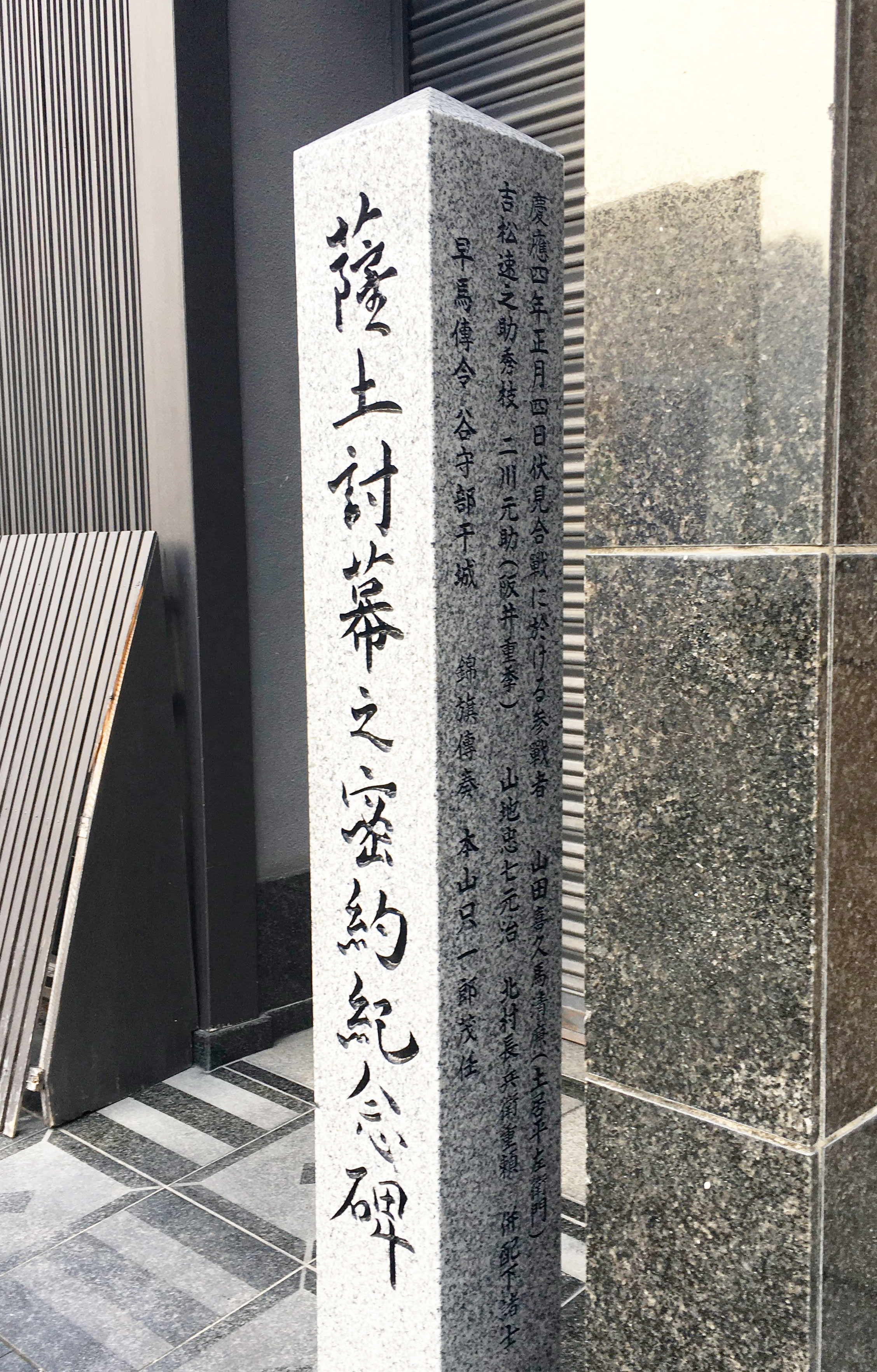
「薩土討幕之密約紀念碑」
山田喜久馬の名が刻まれている
京都市東山区（祇園）

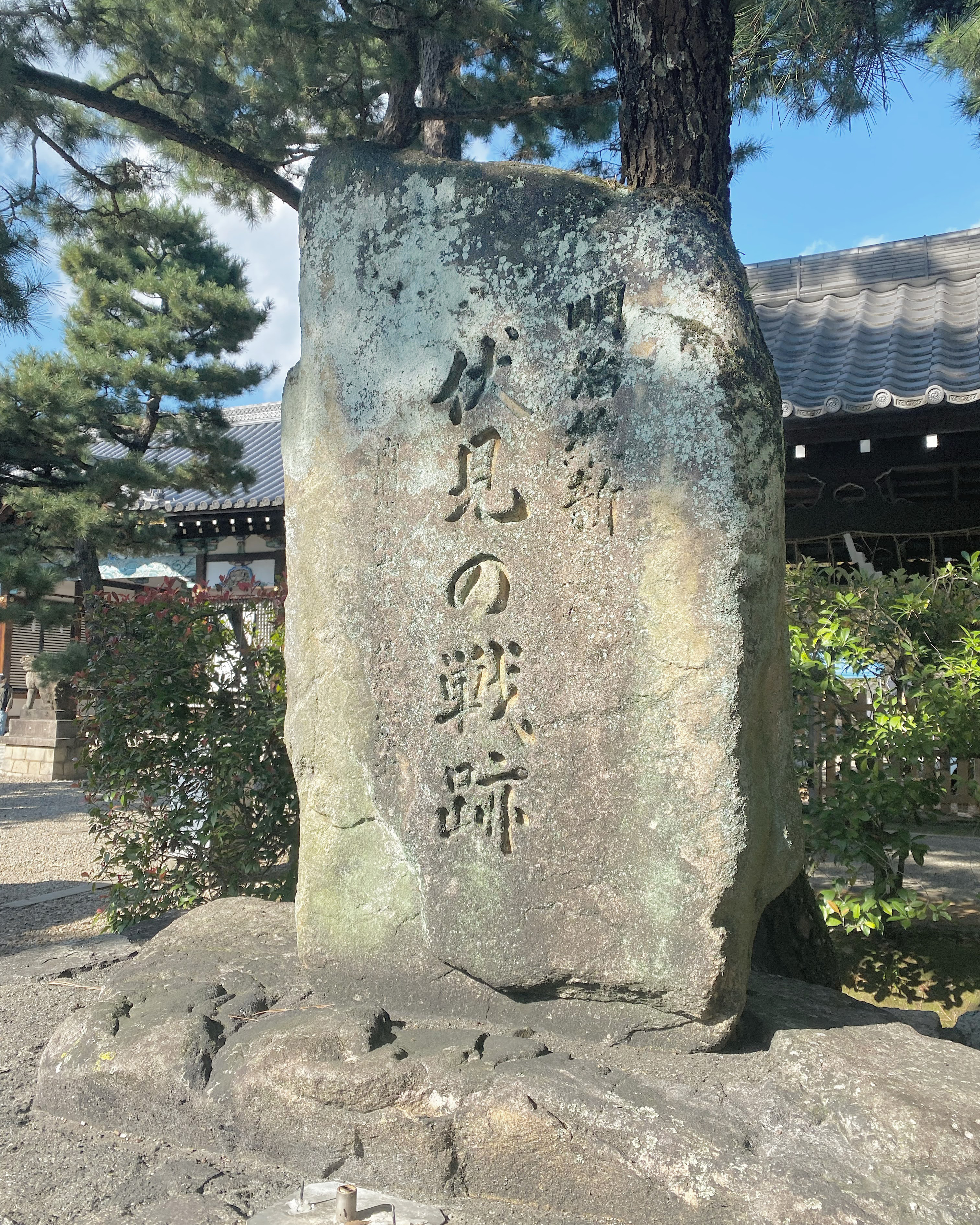
明治維新・伏見の戦跡碑
（佐藤栄作書）

山田 平左衛門（やまだ へいざえもん、弘化2年5月18日（1845年6月22日） - 明治39年（1906年）1月6日）は土佐藩上士、迅衝隊士、自由民権運動家。立志社の第2代社長。高知教会の長老でプロテスタント。家紋は大楠公と同じ「菊水」。

## 来歴

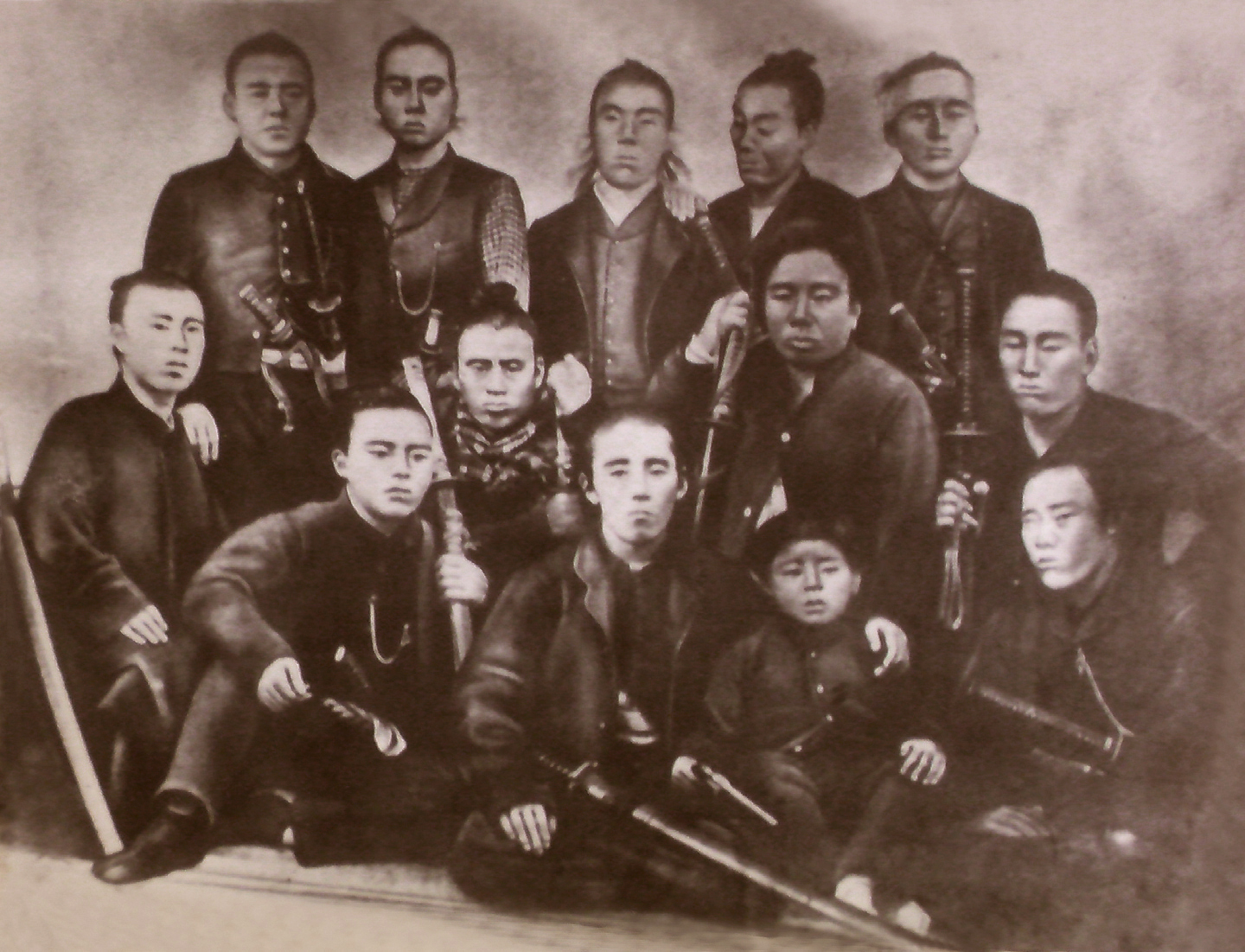
迅衝隊（前列左から伴権太夫、板垣退助（中央）、谷乙猪（少年）、山地忠七。 中列、谷神兵衛、谷干城（襟巻をして刀を持つ男性）、山田平左衛門（刀を立てて持つ恰幅の良い男性）、吉本平之助祐雄。 後列、片岡健吉、真辺正精、西山 榮、北村重頼、別府彦九郎）

菊水

### 生い立ち
弘化2年5月18日（1845年6月22日）、土佐藩（馬廻役・580石）山田清粛（八蔵）の子息として高知城下帯屋町に生まれる。諱は清廉（きよかど）、幼名は山田喜久馬（きくま）。晩年は土居姓を称した。

### 戊辰戦争で活躍
乾退助や相楽総三らと武力討幕を唱え、慶応4年（1868年）伏見の戦いでは山内容堂の制止を振り切り薩土討幕の密約に基づいて参戦し、土佐藩の迅衝隊が編成せられるや板垣退助によって小隊司令に抜擢され戊辰戦争に従軍して抜群の武勲をあげた。

### 明治維新以降
明治4年6月13日（1871年7月30日）、28歳のときに慶應義塾に入学し、同年、教導団に入る。明治6年（1873年）征韓論に敗れて高知に帰り、板垣退助や片岡健吉らと立志社の設立に参加したが、1877年（明治10年）の西南戦争の折、挙兵を陰謀した嫌疑によって禁獄1年の刑を受けた。出獄後、明治10年（1881年）2月片岡健吉に代わって立志社の第2代社長となり自由民権運動を主導した。

### 洗礼以降
明治18年（1885年）6月28日、高知市中島町の森武興邸（高知教会の発祥地）においてミロル宣教師によって洗礼を受けプロテスタントとなる。
明治20年（1887年）6月26日、片岡健吉・坂本直寛らと共に山田平左衛門が高知教会の長老に選ばれた。
明治21年（1888年）5月15日、板垣退助の長男・鉾太郎が高知県土佐郡種崎町に、私立学校泰平学校を設立し、山田平左衛門は招かれてその校長となる。開校初年度は教員13名・生徒203名であった。同校は尋常小学校卒業者を入学の対象者とし、英・和・漢・数・仏学・法律・翻訳などの教育に心血を注いだ。
明治26年（1893年）、植村正久・井深梶之助（旧会津藩士）・グリナン宣教師・片岡健吉・坂本直寛らと協力して高知県下の伝道を行った。
明治31年（1898年）3月5日、第五回総選挙に立候補し当選。土陽新聞の社長に推された。
明治39年（1906年）1月6日召天。享年62歳。人柄は重厚にして果敢、また古武士の風格を兼ね備え人望が厚かった。
筆山の墓には「土居平左衛門之墓」と刻まれている。

## 家族
山田家の先祖は尾張国山田郡山田庄を領して氏とした。織田氏に仕えたがのち浪人して関白秀次に仕えた。山田平左衛門の直系の先祖は『おあむ物語』で知られる「おあん」の父、山田去暦（石田三成の家臣）である。
- 父：山田清粛（八蔵）
  - 本人：山田清廉（平左衛門）
  - 妻：日野成義（軍馬）長女、信（のぶ）
    - 二男：健馬
    - 長女：ひさし